# Grotte de Rouffignac
Pour les articles homonymes, voir Rouffignac (homonymie).
La grotte de Rouffignac, anciennement grotte de Cro de Granville, est une grotte ornée située au cœur du Périgord, sur la commune de Rouffignac-Saint-Cernin-de-Reilhac, entre Bergerac et Sarlat, dans le département de la Dordogne (France). Le site abrite plus de 250 gravures ainsi que des dessins au trait datant du Paléolithique supérieur (Magdalénien, plus de 13 000 ans).

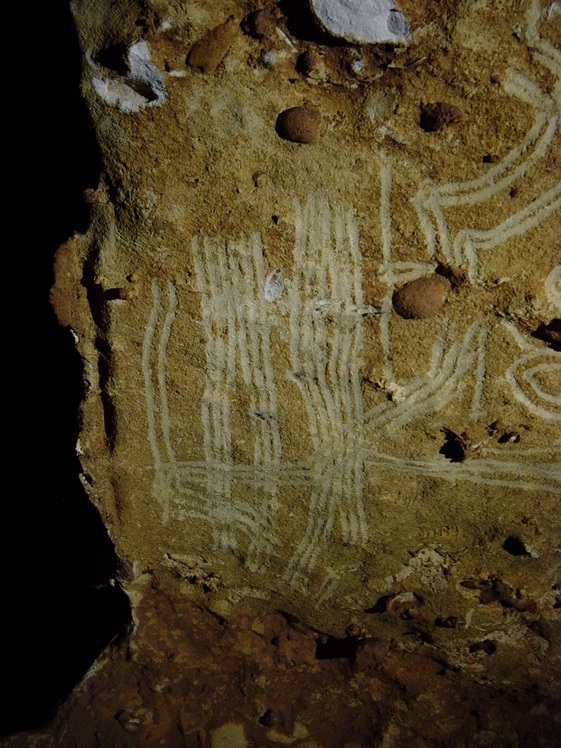
Certains tracés digitaux ont été effectués par des enfants tenus à bout de bras ou portés sur les épaules, sur des voûtes hautes d'une partie de la grotte qui pourrait avoir été une sorte d'école d'art où les adultes auraient initiés les jeunes.

## Description
Longue de plus de 8 kilomètres, cette caverne est l'une des plus grandes grottes ornées d'Europe. Malheureusement de nombreux visiteurs de l'époque moderne avaient depuis le XVIIIe siècle superposé leurs graffitis à ces œuvres inestimables.
Les recherches ont permis d'identifier d'innombrables traces de griffes et de bauges laissées par les ours des cavernes avant l'intervention humaine.

## Art
Il y a environ 13 000 ans (Magdalénien), ces galeries furent ornées de 158 mammouths associés à des rhinocéros laineux, des bisons, des chevaux et des bouquetins. Les figures sont profondément gravées ou peintes en noir. Quatre figurations humaines et des signes tectiformes sont également présents.
L'oxyde de manganèse qui a servi au tracé des dessins vient de Romanèche (Saône-et-Loire), distant de 450 km,,.

## Historique
La grotte est connue depuis plusieurs siècles et a été décrite en 1575 par François de Belleforest. Le chanoine Jean Tarde la mentionne également au XVIIe siècle, déclarant y avoir vu « des peintures en plusieurs lieux, montrant des vestiges de toutes sortes de bétail ». En 1674, Louis Moreri mentionne la Grotte dans son tome V de son Le Grand Dictionnaire historique, ou Le mélange curieux de l'histoire sacrée et profane; lettre MI-R; à "Miremont" : "MIREMONT. Bourg de France dans le Périgord [...] remarquable par la caverne de Cluseau, qui va fort loin sous terre. Les gens du pays prétendent qu'il y a de grandes salles, des peintures et des autels [...]".
Au milieu du XVIIIe siècle Gabriel Bouquier dresse le premier plan de la caverne, aujourd'hui conservé au Musée d’Art et d’Archéologie du Périgord.
La grotte de Rouffignac est connue sous d'autres noms, utilisés par le passé : la grotte de Miremont, le Cro des Cluzeau, le Cro de Granville - ce dernier toponyme toujours utilisé, ainsi que Cro de Rouffignac.
Les dessins de la frise des rhinocéros sont (re)découverts par le Spéléo-Club de Périgueux. Ils apparaissent derrière une tente de leur campement photographié par Bernard Pierret lors d'une expédition en 1948. Cette photo est publiée en 1951 dans Le Périgord souterrain de B. Pierret. Informé par les spéléologues, Séverin Blanc (directeur de la circonscription préhistorique) conclut à « des dessins faits par le maquis ».
L'ancienneté des peintures et gravures de la grotte est remise au premier plan après une revue du 26 juin 1956 par Louis-René Nougier, titulaire de la chaire de Préhistoire de l'Université de Toulouse, et Romain Robert de la Société Préhistorique de l'Ariège.
Une vive polémique relatée dans l'ouvrage La Guerre des Mammouths surgit entre ceux qui croient en l'authenticité des œuvres d'art et ceux qui en doutent. Un comité pluridisciplinaire et de composition internationale entreprit des observations, ce qui permet de déterminer l'authenticité des dessins laissés. Ainsi, ce même comité se pencha sur l'homogénéité stylistique, les thèmes animaliers ainsi que les détails anatomiques particulièrement précis ou encore le niveau de conservation des tracés. La conclusion ferme et définitive est donnée en septembre 1956, après les expertises de l'abbé Henri Breuil, du professeur Paolo Graziosi (université de Florence) et de Martin Almagro (université de Madrid). Auparavant il y a eu les grands débats sur l'art pariétal découvert à la grotte Chabot (1878), Altamira (1879), Pair-non-Pair (1883), grotte de la Mouthe (1895), la grotte du Figuier… et bien d'autres. Le terrain est donc déjà largement préparé pour une reconnaissance de l'ancienneté de l'art de Rouffignac.
Au XXIe siècle ce sont les tracés digités présents sur les parois de la grotte qui font l'objet d'étude, menées notamment par Leslie Van Gelder et Kevin J. SHarpe. Ces derniers y mettent en évidence les comportements symboliques des enfants au paléolithique à travers la création de tectiformes.

## Protection
La grotte est classée comme Monument historique et a été inscrite en 1979 au Patrimoine mondial par l'Unesco parmi les quinze sites préhistoriques et grottes ornées de la vallée de la Vézère.
Le 11 décembre 2015, la vallée de la Vézère est classée par décret parmi les grands sites d'Aquitaine. Ce classement intègre également la grotte de Rouffignac et le site préhistorique de la Ferrassie.

## Tourisme
La grotte est ouverte au public depuis 1959, du 2 avril au 1er novembre. La visite se fait en train électrique, qui fait parcourir 4 kilomètres aller-retour dans les galeries principales.
Comme il y a un quota de visiteurs par jour, et qu'on ne peut pas réserver par téléphone, ni même sur place pour le lendemain, il faut y être en début de matinée en juillet/août pour avoir une chance d'avoir une place le jour même. Il est possible de réserver ses places via le site Internet. 
Parmi les sites naturels de la région Nouvelle-Aquitaine, le site se classe huitième en termes de fréquentation touristique en 2018 avec 60 724 visiteurs.
En 2006 a été célébré le 50e anniversaire de la découverte scientifique des peintures et gravures.
En 2022, la grotte a attiré 65 000 visiteurs.